# Luis Fernando Fuentes
Luis Fernando Fuentes Vargas (Chetumal, Quintana Roo, 14 de septiembre de 1986) es un exfutbolista mexicano que se desempeñaba como lateral izquierdo, actualmente es miembro del consejo de la Comisión del Arbitraje en México.

## Trayectoria

### Inicios y Club Universidad Nacional
Empezó su carrera futbolística en el equipo profesional Tigrillos en la ciudad de Chetumal, Quintana Roo.
Debutó el 7 de marzo de 2009 en un San Luis contra Pumas que terminó 0-2, sustituyendo a Fernando Morales en el minuto 82. Colaboró con un gol en los cuartos de final del Clausura 2011 que le dio el pase a los Pumas a la semifinal.
Ha sido campeón dos veces con los Pumas de la UNAM. Los títulos fueron conseguidos en el Clausura 2009 y en el Clausura 2011. Fue uno de los referentes y titular indiscutible de la defensa universitaria, y para el Apertura 2016 fue el capitán de equipo, por asignación del capitán anterior Darío Verón.

### Club de Fútbol Monterrey
El 2 de diciembre de 2016 se hizo oficial su préstamo por un año al Club de Fútbol Monterrey de cara al Clausura 2017.

### Club Universidad Nacional (Segunda Etapa)
Después regresó con el equipo que lo debutó para el Clausura 2018. Los Pumas llegaron a cuartos de final para ser eliminados por el acérrimo rival Club América. Ese sería el último torneo de Fuentes con los Universitarios.

### Club Tijuana
Para el Apertura 2018 fue adquirido por el Club Tijuana, con un contrato de dos temporadas.

### Club América
El 29 de diciembre de 2019, el Club América anunció que Fuentes se uniría al equipo para el Clausura 2020 en préstamo por los Xolos de Tijuana, con esto, su contrato con Tijuana finalizaba, dicha transacción fue polémica por la afición azulcrema, debido a que es formado en la cantera de los Pumas. El 20 de junio de 2020 se anunció su salida del club; sin embargo el 26 de agosto de 2020 se oficializó su regreso al equipo, luego de la lesión del jugador Bruno Valdez. El club firmó al jugador por seis meses con opción a otros seis en caso de cumplir objetivos específicos. Tras cumplir los 6 meses, fue renovado por un año, con opción a uno más. El 5 de mayo de 2022 fue renovado nuevamente por un año más.

## Selección nacional

### Selección absoluta
El 5 de noviembre de 2015, el técnico Juan Carlos Osorio dio a conocer su primera lista de 25 convocados en la que fue incluido Luis Fuentes, para dar inicio a la clasificación a la Copa del Mundo de 2018. El día 13 de noviembre de 2015 debutaría frente a la Selección de El Salvador en el Estadio Azteca portando el número dos, se desempeñó como lateral por derecha y disputó los 90 minutos del encuentro en la victoria de 3 por 0 del conjunto mexicano. Cuatro días después, la Selección de México venció a la Selección de Honduras por marcador de 0 a 2 en el Estadio Olímpico Metropolitano de San Pedro Sula, sin embargo, Fuentes estuvo en el banquillo todo el encuentro.

### Participación en fases eliminatorias
| Torneo                        | Categoría | Sede     | Resultado     | Partidos | Goles |
| ----------------------------- | --------- | -------- | ------------- | -------- | ----- |
| Clasificación Mundial de 2018 | Absoluta  | Concacaf | Primer puesto | 1        | 0     |

## Estadísticas

### Clubes
Actualizado al último partido jugado el 18 de mayo de 2024.
| Pumas Morelos · México           |               |               |     |    |    |    |    |     |     |    |
| 2.ª                              | 2007-08       | 13            | 1   | —  | —  | —  | —  | 13  | 1   |    |
| 2.ª                              | 2008-09       | 28            | 3   | —  | —  | —  | —  | 28  | 3   |    |
| 2.ª                              | 2010          | 1             | 0   | —  | —  | —  | —  | 1   | 0   |    |
| 2.ª                              | 2011          | 1             | 0   | —  | —  | —  | —  | 1   | 0   |    |
| Total club                       | Total club    | 43            | 4   | 0  | 0  | 0  | 0  | 43  | 4   |    |
| C. Universidad Nacional · México |               |               |     |    |    |    |    |     |     |    |
| 1.ª                              | 2008-09       | 1             | 0   | —  | —  | 6  | 0  | 7   | 0   |    |
| 1.ª                              | 2009-10       | 22            | 0   | —  | —  | 10 | 1  | 32  | 1   |    |
| 1.ª                              | 2010-11       | 28            | 2   | —  | —  | —  | —  | 28  | 2   |    |
| 1.ª                              | 2011-12       | 32            | 2   | —  | —  | 6  | 0  | 38  | 2   |    |
| 1.ª                              | 2012-13       | 33            | 1   | 4  | 0  | —  | —  | 37  | 1   |    |
| 1.ª                              | 2013-14       | 31            | 0   | 7  | 1  | —  | —  | 38  | 1   |    |
| 1.ª                              | 2014-15       | 36            | 0   | 3  | 0  | —  | —  | 39  | 0   |    |
| 1.ª                              | 2015-16       | 38            | 0   | 0  | 0  | 8  | 0  | 46  | 0   |    |
| 1.ª                              | 2016          | 19            | 1   | —  | —  | 0  | 0  | 19  | 1   |    |
| 1.ª                              | 2018          | 18            | 0   | 1  | 0  | —  | —  | 19  | 0   |    |
| Total club                       | Total club    | 258           | 6   | 15 | 1  | 30 | 1  | 303 | 8   |    |
| C. F. Monterrey · México         |               |               |     |    |    |    |    |     |     |    |
| 1.ª                              | 2017          | 25            | 0   | 7  | 0  | —  | —  | 32  | 0   |    |
| Total club                       | Total club    | 25            | 0   | 7  | 0  | 0  | 0  | 32  | 0   |    |
| C. Tijuana · México              |               |               |     |    |    |    |    |     |     |    |
| 1.ª                              | 2018-19       | 36            | 2   | 3  | 0  | —  | —  | 39  | 2   |    |
| 1.ª                              | 2019          | 5             | 0   | 3  | 0  | —  | —  | 8   | 0   |    |
| Total club                       | Total club    | 41            | 2   | 6  | 0  | 0  | 0  | 47  | 2   |    |
| C. América · México              |               |               |     |    |    |    |    |     |     |    |
| 1.ª                              | 2020          | 9             | 2   | —  | —  | 2  | 0  | 11  | 2   |    |
| 1.ª                              | 2020-21       | 29            | 1   | —  | —  | 5  | 0  | 34  | 1   |    |
| 1.ª                              | 2021-22       | 31            | 0   | —  | —  | 2  | 0  | 33  | 0   |    |
| 1.ª                              | 2022-23       | 33            | 0   | —  | —  | —  | —  | 33  | 0   |    |
| 1.ª                              | 2023-24       | 28            | 0   | —  | —  | 5  | 0  | 33  | 0   |    |
| Total club                       | Total club    | 130           | 3   | 0  | 0  | 14 | 0  | 144 | 3   |    |
| Total carrera                    | Total carrera | Total carrera | 497 | 15 | 28 | 1  | 44 | 1   | 569 | 17 |
| 1. 2. 3.                         |               |               |     |    |    |    |    |     |     |    |

### Selección de México
Actualizado al último partido jugado el 13 de noviembre de 2015.
| Selección         | Año   | Eliminatorias | Eliminatorias | Continental | Continental | Mundial | Mundial | Amistosos | Amistosos | Total | Total |
| Selección         | Año   | Part.         | Goles         | Part.       | Goles       | Part.   | Goles   | Part.     | Goles     | Part. | Goles |
| ----------------- | ----- | ------------- | ------------- | ----------- | ----------- | ------- | ------- | --------- | --------- | ----- | ----- |
| Absoluta · México |       |               |               |             |             |         |         |           |           |       |       |
| 2015              | 1     | 0             | —             | —           | —           | —       | —       | —         | 1         | 0     |       |
| Total             | 1     | 0             | 0             | 0           | 0           | 0       | 0       | 0         | 1         | 0     |       |
| Total             | Total | 1             | 0             | 0           | 0           | 0       | 0       | 0         | 0         | 1     | 0     |

#### Partidos internacionales
| Detalle de partidos internacionales | Detalle de partidos internacionales | Detalle de partidos internacionales | Detalle de partidos internacionales | Detalle de partidos internacionales | Detalle de partidos internacionales        |
| N.º                                 | Fecha                               | Estadio                             | Rival                               | Resultado                           | Competición                                |
| ----------------------------------- | ----------------------------------- | ----------------------------------- | ----------------------------------- | ----------------------------------- | ------------------------------------------ |
| 1.                                  | 13 de noviembre de 2015             | Azteca, México                      | El Salvador                         | 3-0                                 | Clasificación para la Copa Mundial de 2018 |

### Resumen estadístico
|                       | Partidos | Goles |
| --------------------- | -------- | ----- |
| Liga                  | 497      | 15    |
| Copas nacionales      | 28       | 1     |
| Copas internacionales | 44       | 1     |
| Selección de México   | 1        | 0     |
| Total                 | 570      | 17    |

## Palmarés

### Títulos nacionales
| Título               | Club                    | País   | Año  |
| -------------------- | ----------------------- | ------ | ---- |
| Primera División     | C. Universidad Nacional | México | 2009 |
| Primera División     | C. Universidad Nacional | México | 2011 |
| Copa México          | C. F. Monterrey         | México | 2017 |
| Primera División     | C. América              | México | 2023 |
| Primera División     | C. América              | México | 2024 |
| Campeón de Campeones | C. América              | México | 2024 |